# Reinach (Argovie)
Pour les articles homonymes, voir Reinach.
Reinach est une commune suisse du canton d'Argovie, située dans le district de Kulm.

Photo aérienne (1964).

Origine commune avec la famille des barons de Reinach qui est représentée en France (Alsace) par la branche « de Reinach Hirtzbach » et aux États-Unis par la branche « de Reinach Werth ».

## Personnalités
- Markus Hediger (* 1959), écrivain et traducteur
- Herbert Müller (1940-1981), pilote
- Philipp Müller (* 1952), homme politique, président du Libéraux-Radicaux de 2012 à 2016.